# Mike Leigh
Mike Leigh (født 20. februar 1943) er en engelsk filminstruktør. Han er kendt for sine socialrealistiske film og for sin specielle metode, hvor han blot kommer med en ramme til optagelserne og så sammen med skuespillerne improviserer handlingen frem. Han er kendt for at lave arbejderklassefilm ligesom Ken Loach.

## Filmografi
- Bleak Moments (1972)
- Play for Today (seks episoder af tv-serie, 1973-1982)
- BBC2 Playhouse (en episode af tv-serie, 1980)
- Meantime (tv-film, 1984)
- High Hopes (1988)
- Life Is Sweet (1990)
- Naked (1993)
- Hemmeligheder og løgne (1996)
- Career Girls (1997)
- Topsy-Turvy (1999)
- All or Nothing (2002)
- Vera Drakes hemmelighed (2004)
- Happy-Go-Lucky (2007)
- Another Year (2010)
- Mr. Turner (2014)
- Peterloo (2018)
- Svære sandheder (2024)

## Skuespil
- The Box Play (1965)
- My Parents Have Gone to Carlisle (1966)
- The Last Crusade of Five Little Nuns (1966)
- Individual Fruit Pies (1968)
- Glum Victoria and the Lad with Specs (1969)
- Bleak Moments (1970)
- A Rancid Pong (1971)
- Wholesome Glory (1973)
- The Jaws of Death (1973)
- Dick Whittington and His Cat (1973)
- Babies Grow Old (1974)
- The Silent Majority (1974)
- Abigail's Party (1977)
- Too Much of a Good Thing (radiospil, 1979)
- Ecstasy (1979)
- Goose-Pimples (1981)
- Smelling a Rat (1988)
- Greek Tragedy (1989)
- It's a Great Big Shame! (1993)
- Two Thousand Years (2005)

## Udvalgte filmpriser
- Guldløven i Venedig for Vera Drakes hemmelighed (2004)
- Oscarnominering for Topsy-Turvy (2000)
- Oscarnominering for Hemmeligheder og løgne (1997)
- Den Gyldne Palme for Hemmeligheder og løgne (1996)
- Bodil for Life Is Sweet (1992)